# Siberian husky
Il Siberian Husky è un cane di taglia media di lontana origine siberiana. È una razza da lavoro, anche se è diventato fra i più apprezzati cani da compagnia.

## Storia
Il Siberian Husky è stato selezionato nella sua forma moderna negli Stati Uniti d'America a partire da cani originari della Siberia, dove era stato allevato per secoli dal popolo dei ciukci per il traino delle slitte. Agli inizi del Novecento un mercante di pellicce, William Goosak, ne importò degli esemplari in Alaska; le dimensioni contenute che li caratterizzavano fecero loro guadagnare il sardonico appellativo di "siberian rats". Nella All Alaska Sweepstakes del 1909 la squadra composta dai siberian rats di Goosak arrivò terza, destando stupore generale e un rinnovato interesse, non tanto per il piazzamento, quanto per l'inaspettata qualità della loro performance che si rivelò, nonostante il terzo posto, superiore alle aspettative e a quella degli avversari. 
Negli anni successivi cani di provenienza siberiana ebbero più volte successo nelle remunerative corse con i cani da slitta, grazie ad appassionati come Fox Maule Ramsay. Nel 1913 Amundsen voleva utilizzarli per una spedizione al Polo Nord. Degli esemplari accuratamente selezionati vennero affidati per l'addestramento a Leonhard Seppala, ma nel 1914 la prima guerra mondiale causò l'abbandono del progetto. Gli equipaggi di Seppala vinsero comunque le ultime tre edizioni della Sweepstakes (1915, 1916 e 1917), prima che l'ingresso degli Stati Uniti nel conflitto mondiale decretasse la fine della competizione.
Un episodio che contribuì alla definitiva consacrazione di questa razza risale al gennaio 1925, quando a Nome, in Alaska, scoppiò un'epidemia di difterite: a causa delle pessime condizioni climatiche era impossibile raggiungere la città. Fu quindi organizzata una staffetta di slitte, alcune delle quali trainate da Siberian Husky, che riuscirono a far giungere in tempo il siero anti-difterico.
Questa staffetta, in cui si distinsero Seppala e due capomuta diventati leggendari, Balto e Togo, prese il nome di corsa del siero. L'impresa viene rievocata con l'Iditarod, che ripercorre le stesse tappe dell'epoca. Nel 1930 il Siberian Husky venne riconosciuto come razza dall'American Kennel Club. Nell'aprile del 1932 venne pubblicato sull'American Kennel Gazette il primo standard della razza Siberian Husky. Tutti gli husky registrati ad oggi vantano origini riconducibili al kennel di Seppala e Ricker o a quello di Wheeler, un altro musher plurivincitore, i cui cani provenivano a loro volta dall'allevamento Seppala-Ricker.
Gli appassionati europei di sleddog, ovvero delle gare tra slitte trainate dai cani, hanno incrociato il Siberian Husky e le altre razze nordiche tradizionali con razze meno resistenti al freddo, ma più veloci nella breve distanza, in particolar modo levrieri e pointer. Poiché le corse europee sono più corte di quelle tradizionali (in Europa non ci sono distese di ghiaccio adatte alla lunga distanza), questa selezione ha dato luce a incroci creati appositamente per la corsa su distanze brevi. Tuttavia, questa pratica ha inizialmente sollevato diverse polemiche e dubbi riguardo alla deontologia nello snaturare una razza canina tra le più antiche al solo scopo di migliorarne le prestazioni sportive; nonostante diverse richieste siano pervenute alla Federazione cinofila internazionale, ad oggi l'Alaskan husky rimane una varietà non riconosciuta come razza.
Il cane di questa razza definito più bello del mondo nel 2025 si chiama Keef, ed è italiano.

## Aspetto fisico e caratteristiche

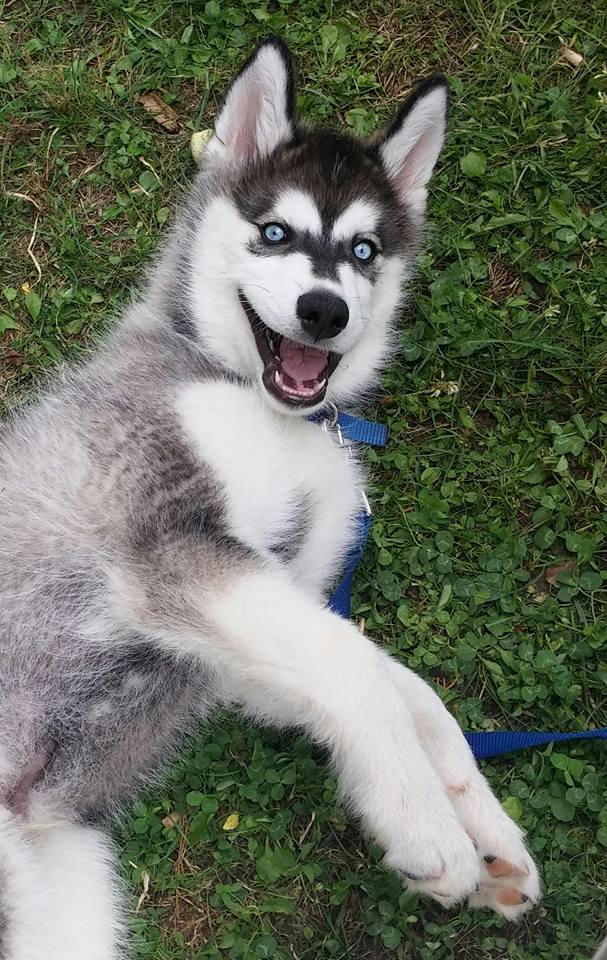
Un cucciolo grigio e bianco

Pur essendo un cane da tiro, possiede una struttura leggera e ben proporzionata. Ha un cranio leggermente arrotondato alla sommità che, insieme al muso che si restringe verso il tartufo, contribuisce a far risaltare il suo aspetto lupino. Gli occhi a mandorla, leggermente obliqui, possono essere marroni, ambra, azzurri o eterocromi (un occhio di un colore e uno di un altro o due colori nello stesso occhio). Le orecchie, portate erette e vicine tra loro, sono di grandezza media, spesse e ben fornite di pelo, per sopportare meglio le temperature polari tipiche del loro ambiente di origine.
Gli arti sono muscolosi e bene in appiombo, mai corti. Il corpo è compatto anche se non deve mai dare l'impressione di essere troppo raccolto. La coda, detta coda di volpe, è portata a scimitarra: non deve assolutamente essere arrotolata sul dorso o sul fianco. Il pelo è doppio e di lunghezza media, mai così lungo da nascondere il profilo del cane. Nonostante il folto pelo, gli husky non soffrono il caldo più delle altre razze a pelo corto, perché il loro manto non solo li protegge dal freddo, ma funge da termoregolatore.
Per quanto concerne il pelo, in verità, il Siberian Husky è dotato di un doppio strato, di cui uno folto alla base, come una vera e propria pelliccia, e l'altro un po' più lungo e meno serrato: questa caratteristica gli consente di avere una "straordinaria" protezione termica che evita la formazione del ghiaccio sul pelo, che altrimenti porterebbe l'animale a una morte certa, vista la rigidità climatica degli ambienti nordici in cui spesso è chiamato a operare. Per il suo impiego nei territori artici il pelo del Siberian non potrà quindi mai essere lungo, poiché permetterebbe al gelo di solidificarsi addosso all'animale e lo farebbe morire di ipotermia.
Per quanto concerne lo standard della razza, il muso del Siberian Husky deve avere un rapporto uno a uno, cioè la distanza tra l'occipite e lo stop deve essere uguale a quella tra lo stop e la punta del tartufo. Non deve mai essere rozzo, troppo pesante, troppo fine o troppo a punta. Inoltre, contrariamente a quanto affermato da pochi giudici di gara, che ne contestano la presenza, il Siberian Husky può presentare delle striature rosa sul tartufo nero, senza precluderne assolutamente il suo standard di razza, cosiddetto tartufo da neve. 
Per la sua assenza di territorialità e la bassa tempra, non è adatto come cane da guardia, ma è un cane molto intelligente. Per la sua natura, che lo vede impiegato per il traino delle slitte in percorsi di media e lunga distanza e in territori climaticamente ostili, l'animale ha il bisogno continuo di "esplorare" il territorio che lo circonda, che gli consente di fare rientro al suo accampamento.

### Carattere
Di natura mite e gioviale, gli adulti non di rado mostrano il loro lato dignitoso e orgoglioso. La sua natura lo porta ad essere generalmente ben disposto verso cani e verso il proprio nucleo familiare: può essere infatti un ottimo compagno di giochi per i bambini. Nei confronti di persone estranee è tipico riscontrare indifferenza, ma mai paura o aggressività. 
Benché sia un po' testardo, come tutti i cani nordici, può essere educato. Nonostante il carattere amichevole, non è semplice da gestire e ha un forte istinto predatorio.
L'Husky è famoso per le sue capacità vocali e comunicative: infatti è capace di compiere una grande quantità di suoni e vocalizzi che gli conferiscono la fama di "chiacchierone".
Per i suoi tratti caratteriali, il Siberian Husky tende a trovarsi un determinato ruolo all'interno della famiglia che lo sta adottando, poiché la considera quasi come fosse un branco. Per tale motivo, l'animale si sottometterà più a colui che riterrà essere gerarchicamente superiore a lui, mentre con gli altri sarà un po' meno "rispettoso". Per questi motivi il corretto approccio per l'educazione è una gestione autorevole, cioè bisogna essere fermi nelle regole ma non in modo autoritario. L'attitudine della razza a contestare le decisioni di coloro che non ritengono gerarchicamente superiori, ha diffuso l'idea che si tratti di un animale testardo e indipendente. In realtà è estremamente legato al proprio padrone ma questo deve essere in grado di infondergli quella sicurezza tipica dei "capobranco", altrimenti l'husky non riuscirà a fidarsi di ciò che gli verrà chiesto; bisogna, pertanto, costruirci una relazione e mantenerla quotidianamente. Anche per questo motivo è un cane che tende a riconoscere un solo padrone.
Ha una grande energia che può essere soddisfatta impiegandolo in sport di traino o in lunghe passeggiate e corse in mezzo alla natura. 
La bassa tempra, la bassa aggressività, l'assenza di territorialità fanno di lui un pessimo guardiano che, al più, potrà abbaiare con una timida diffidenza all'arrivo di un estraneo. Per la sua natura, che lo vede impiegato per il traino delle slitte in percorsi di media e lunga distanza e in territori climaticamente ostili, l'animale ha il bisogno continuo di "esplorare" il territorio che lo circonda, che gli consente di fare rientro al suo accampamento.
L'husky si caratterizza di una spiccata intelligenza, nonostante la sua bassa docilità (attitudine ad eseguire i comandi), e di un vivace acume che lo rendono un mago dell'evasione e del problem solving.
La sua intelligenza, la sua mansuetudine e il suo desiderio di affetto fanno di lui un compagno gradevole e un lavoratore pieno di buona volontà.

### Colori

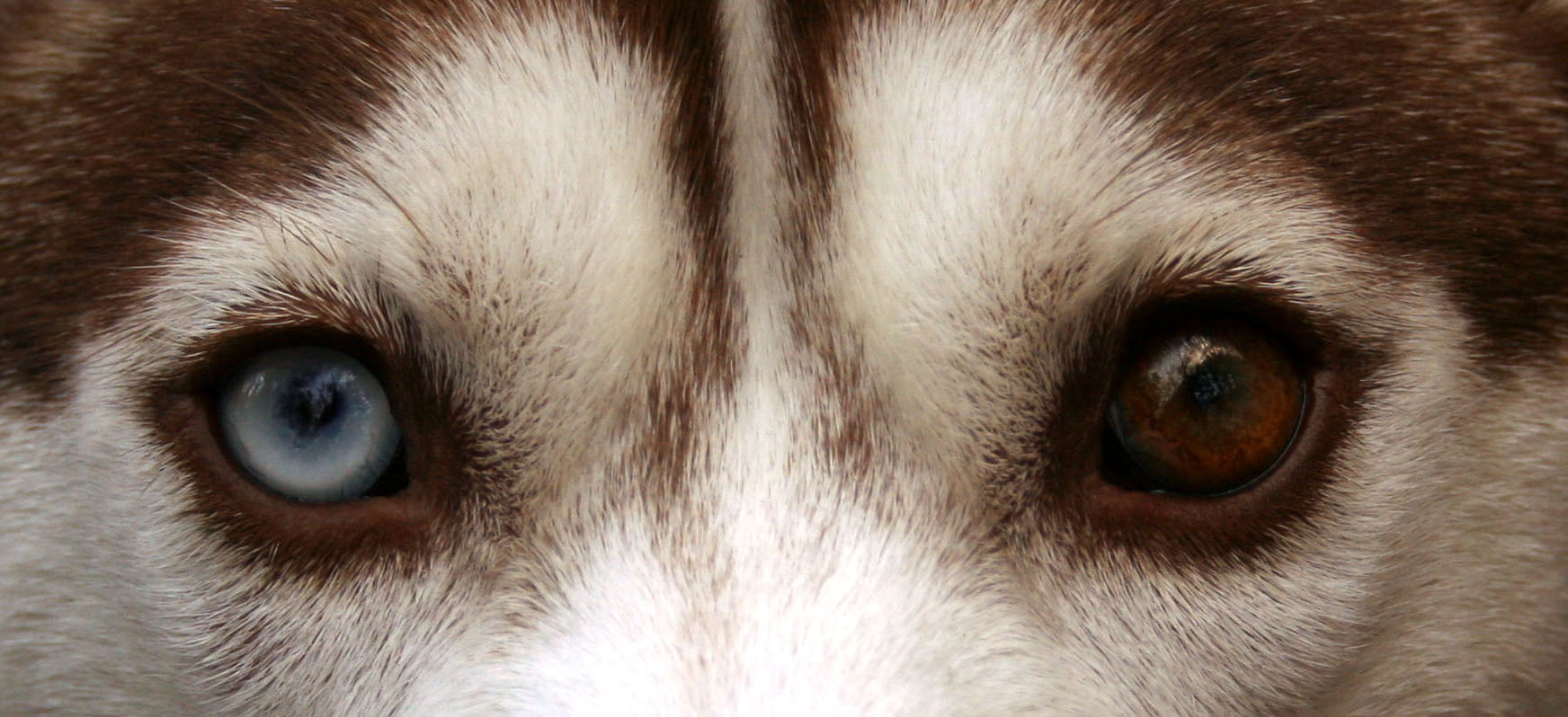
Un husky con eterocromia

Nell'immaginario comune il pelo dell'husky è di colore bianco, nero o marroncino, ma i conoscitori di questa razza sanno che l'husky è una delle razze con maggiore quantità di colori diversi, classificabili in cinque gruppi: gli husky neri, grigi, rossi, bianchi e gli "speciali". Gli husky neri possono andare dai comuni "nero e bianco" ai  "black and tan" (nero focato), husky particolari con sfumatura beige, passando per i poco conosciuti "principalmente nero" che, come dice il nome, sono quasi completamente neri. Gli husky grigi sono quelli che hanno la maggior varietà di sfumature: anche perché ogni tonalità è abbinato al bianco o al beige. C'è il normalissimo "grigio" e la sua sfumatura più chiara "argento"; esiste il "grigio lupo" e anche l'agouti. Tra gli husky rossi (che in realtà sono marroni) troviamo i "rosso chiaro" e gli husky color rame, detti comunemente "copper". Gli Husky bianchi presentano un manto tutto bianco che può essere di una tonalità molto lumiosa (bianco puro) o assumere sfumature crema (bianco isabella). Molti credono erroneamente che gli husky bianchi siano albini, in realtà il loro pelo è di un rosso estremamente diluito. 

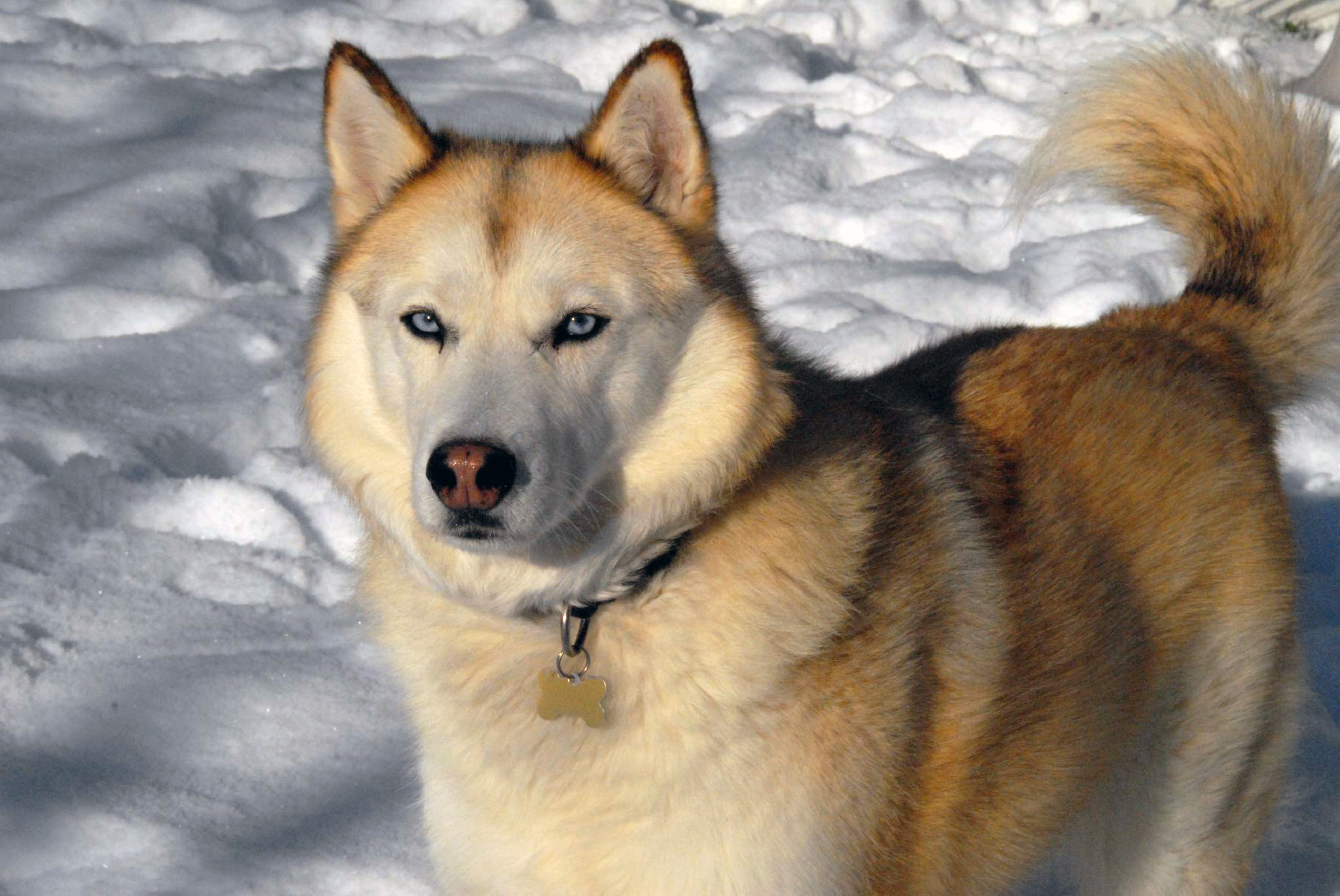
Un husky sable

Il pelo degli "speciali" ha come principale caratteristica il modo in cui è distribuito il colore, eccetto uno: il "sable" è un colore vero e proprio e comprende gli husky dal manto biondo e gli husky dal manto carbonato (color zibellino). Gli altri sono: "piebald" cioè Husky bianchi con poche macchie sul capo e sul corpo; "splash coat" con macchie diffuse, un po' come se della vernice fosse caduta e avesse tinto il cane; e "saddle backs", ovvero gli husky con la "sella": una macchia più scura sul dorso, somigliante, appunto, a una sella.
Lo standard della razza riconosce comunque tutte le colorazioni dell'animale, senza precluderne una tonalità piuttosto che un'altra.

## Leggende metropolitane
Sono diffuse alcune convinzioni, figlie della moda e del commercio, che non fanno fede alla reale natura della razza. La convinzione che l'esemplare puro debba avere gli occhi di colore azzurro non è corretta: non è correlata infatti allo standard di razza una particolare colorazione oculare, che può essere azzurra, marrone o con occhi di colore diverso. Questa leggenda metropolitana nasce e si consolida negli anni '90, periodo in cui l'husky ha vissuto il suo più grande boom in Italia.
Sulla presunta fuga di esemplari di questa razza si può dire che l'husky è un cane che ama coprire il territorio come i suoi antenati, ossia in branco. Esso si allontana per perlustrare, non fugge. È un cane che risponde al richiamo, ma ha bisogno della relazione con un padrone che gli infonda sicurezza e gli dimostri coerenza.
Convinzione errata è inoltre che il cane, avendo origini artiche, possa soffrire i climi temperati: il Siberian Husky non soffre il caldo più di qualsiasi cane di razze rustiche, tipo il maremmano abruzzese o il cane da pastore tedesco; infatti il suo doppio pelo va incontro a muta stagionale ed è un ottimo termoregolatore; necessita comunque, come qualsiasi cane, di avere accesso a zone d'ombra per evitare un surriscaldamento dovuto all'esposizione ai raggi solari.

## Meticci
Il Pomsky è un cane meticcio derivante dall'incrocio di Siberian Husky e Pomerania., il cui nome dell'ibrido viene dalla combinazione di quelli delle due razze. Il Pomsky è un cane da compagnia. 
L’Apuasky è un cane meticcio derivante da pastore Apuano ed Siberian Husky. Le colorazioni sono quelle dell’Husky con molti esemplari Blue Merle.

## Media

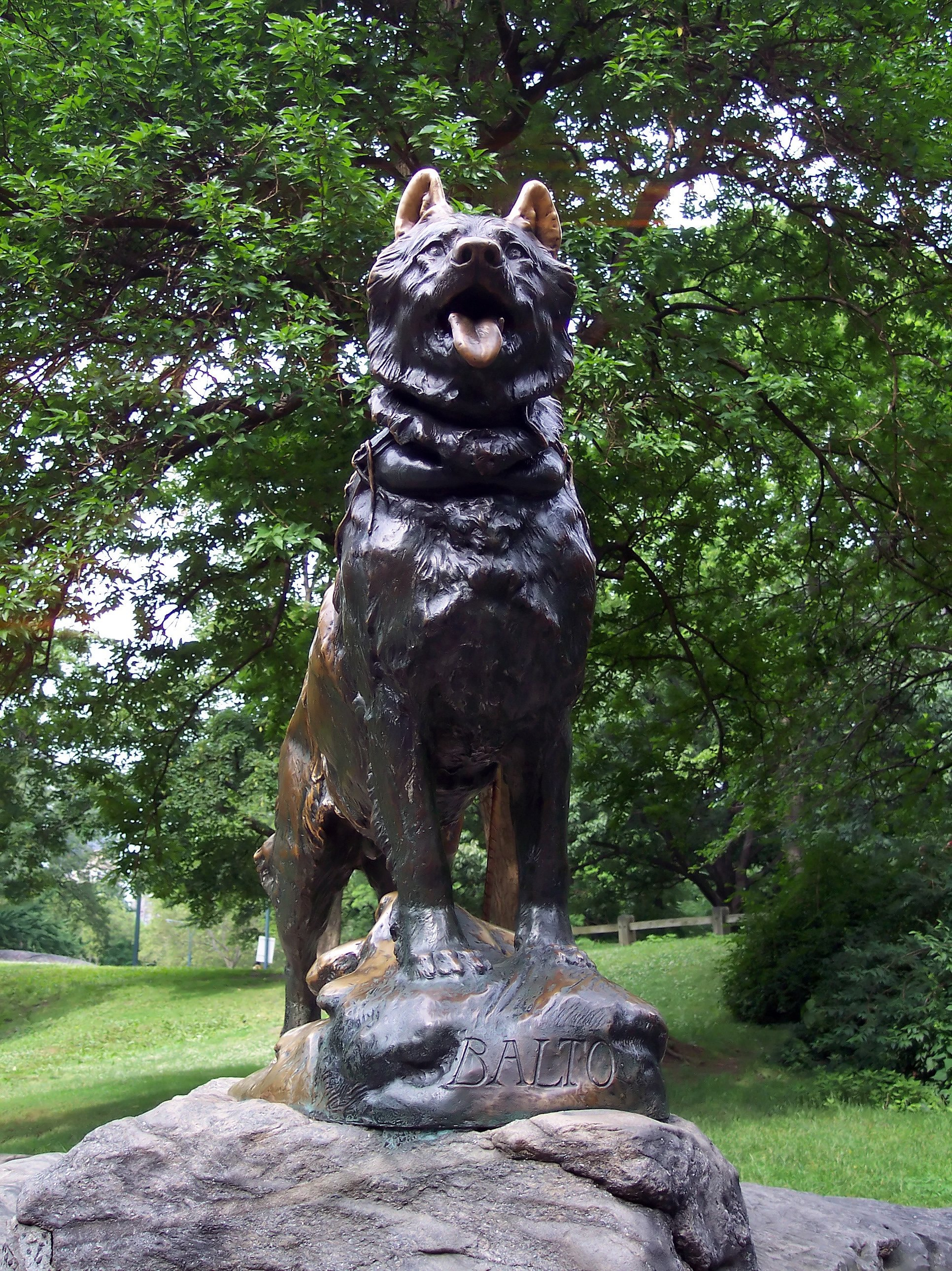
La statua di Balto, un famoso husky, a Central Park (New York)

Gli husky sono stati protagonisti di diversi media:

### Film
- Balto
- Balto - Il mistero del lupo
- Balto - Sulle ali dell'avventura
- Snow Dogs - 8 cani sotto zero
- Supercuccioli sulla neve
- 8 amici da salvare
- Iron Will - Volontà di vincere
- Against the Wild
- Antarctica
- Togo little Husky - Una grande amicizia